# Be Myself
"Be Myself" ("Ser Eu Mesmo" em português) é o terceiro single do nono álbum de estúdio da banda de rock brasileira Charlie Brown Jr., nomeado Ritmo, Ritual e Responsa.
A canção foi utilizada na trilha sonora da novela Duas Caras, como tema do personagem Adalberto Rangel/Marconi Ferraço, de Dalton Vigh.
A música, em sua versão original, presente no album "Ritmo, Ritual e Responsa" é interpretada por Chorão exeto pelo 3ª verso que é cantado por KikoLatino

## Desempenho nas Paradas Musicais
| Ano  | Single      | Charts      | Charts         | Charts       | Charts    | Charts        | Charts | Charts | Álbum                    |
| Ano  | Single      | BRA Hot 100 | BRA Hit Parade | BRA Year End | Bill. BRA | Bill. Pop BRA | HSPN   | POR    | Álbum                    |
| ---- | ----------- | ----------- | -------------- | ------------ | --------- | ------------- | ------ | ------ | ------------------------ |
| 2008 | "Be Myself" | 35          | —              | —            | —         | —             | —      | —      | Ritmo, Ritual e Responsa |